# Deltablues
Deltablues är en av de tidigaste bluesmusikstilarna och föddes under sent 1800-tal. Stilen kallas deltablues då den uppstod i deltat mellan Mississippifloden och Yazoofloden i delstaten Mississippi.
De första inspelningarna av deltablues gjordes i slutet av 1920-talet. Stilen på inspelningarna kännetecknas av att en ensam sångare ackompanjeras av sin gitarr som ofta spelas med en slide (en stål- eller glashylsa) på ena fingret som förs över gitarrsträngarna och ger ett klagande ljud som förstärker sångarens bluessång. Även munspel är vanligt förekommande. Under liveframträdanden använde man sig däremot ofta av ett helt band.

## Framstående musiker
- Memphis Minnie
- Son House
- Robert Johnson
- Tommy Johnson
- Charlie Patton
- Muddy Waters